# Andersons Zwergbeutelratte

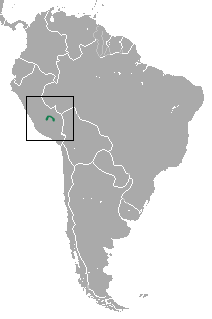
Verbreitungsgebiet (grün)

Andersons Zwergbeutelratte (Marmosa andersoni) ist eine Säugetierart aus der Gattung der Zwergbeutelratten, die nur aus drei kleinen Gebieten in der Nähe der peruanischen Stadt Cusco, von Camisea und des Nationalpark Manú bekannt ist. Die Art wurde zu Ehren des US-amerikanischen Zoologen und Museumskurators Sydney Anderson benannt.

## Merkmale
Die Tiere erreichen eine Kopfrumpflänge von etwa 12,5 cm, und haben einen 17,5 bis 19,3 cm langen Schwanz. Ihr Gewicht liegt zwischen 28 und 38 g. Das Rückenfell von Andersons Zwergbeutelratte ist rötlich-braun, die Haare haben braune Spitzen. Eine Zone in der Rückenmitte ist gelbbraun, ein dunkler mittiger Rückenstreifen ist nicht vorhanden. Die schwarzen Augen sind von schwarzen Augenringen umgeben, die sich vor den Augen mit Spitzen bis auf die Schnauze erstrecken aber nicht bis zur Nase reichen. Wangen und Kehle sind cremefarben. Die Ohren sind graubraun und durchscheinend. Der Schwanz ist nur auf den ersten körpernahen (proximalen) 20 mm behaart. Er ist auf der Oberseite dunkler als auf der Unterseite. Das Bauchfell ist gelblichbraun bis cremefarben. Die Weibchen haben keinen Beutel. Die Anzahl der Zitzen liegt bei neun, eine Mittige und vier an jeder Seite. Das Fell ist in der Zitzenregion weiß, weich und wollig. Das übrige Fell ist relativ lang.

## Lebensweise
Andersons Zwergbeutelratte kommt an allen drei bekannten Standorten in Tieflandregenwäldern und ungestörten Terra-Firme-Wäldern mit nur wenigen Überstehern mit mehr als 30 Metern Höhe vor. Vier der sechs zuletzt gefangenen Exemplare wurden in Bambusdickichten gefangen, einer im Inneren eines Bambus der Gattung Guadua. Über die Ernährung und die Fortpflanzung der Beutelratten ist bisher wenig bekannt. Wie andere Zwergbeutelratten ernähren sie sich wahrscheinlich von Insekten und Früchten. Ein Weibchen, das mit Jungtieren gefangen wurde, hatte fünf Jungtiere bei sich. Vier Jungtiere wurden kletternd in einem Bambusdickicht beobachtet, wahrscheinlich in unmittelbarer Nähe des Nestes. Alle bisher beobachteten oder gefangenen Exemplare bewegten sich nicht höher als drei Meter über dem Erdboden.

## Gefährdung
Die IUCN macht über eine eventuelle Gefährdung der Tiere keine Angaben mehr, da dafür keine ausreichenden Daten vorliegen. Soweit bekannt kommt Andersons Zwergbeutelratte nicht in Schutzgebieten vor aber der Nationalpark Manú liegt zwischen zwei Fundorten der Art.